# Щуровський Петро Андрійович
Петро Андрійович Щуровський (1850—1908) — піаніст, диригент і композитор родом з Полтави. Автор першої версії національного гімну Таїланду.

## Біографія
Музичну освіту здобув у Московській консерваторії. Капельмайстер Імператорської московської опери (1878—1882), згодом в Україні, провінційних містах Росії. Організатор музичної освіти у Полтаві, де, зокрема, підготував українського композитора Гордія Гладкого.
Автор опер «Коваль Вакула» (не закінчена) і «Богдан Хмельницький» (1883); солоспіви, фортепіанові п'єси та збірик гімнів усіх держав світу, 2 оркестрові сюїти.
Автор першої версії національного гімну Таїланду, який був чинним до 1932 та наразі використовується як королівський гімн.